# Jucancistrocerus saharensis
Jucancistrocerus saharensis är en stekelart som först beskrevs av Giordani Soika 1934.  Jucancistrocerus saharensis ingår i släktet Jucancistrocerus och familjen Eumenidae. Inga underarter finns listade i Catalogue of Life.